# Đảng Dân chủ cho Andorra
Đảng Dân chủ cho Andorra (Demòcrates cho Andorra) là đảng chính trị cầm quyền ở Andorra. Đảng này là đảng đối lập chính trong cuộc tổng tuyển cử Andorra năm 2011, là đảng kế thừa trực tiếp của Liên minh cải cách chạy trong cuộc bầu cử năm 2009, và chiến thắng 20 của Đại hội đồng của 28 chỗ ngồi, đa số lớn nhất kể từ khi việc thông qua Hiến pháp Andorran tại 1993 .
Đảng này được hình thành từ một liên minh của Đảng Tự do của Andorra và Trung tâm mới, với các yếu tố của Đảng Dân chủ Xã hội, và được hỗ trợ bởi Liên minh Lauredia.
Lãnh đạo đảng này là Antoni Martí, thủ tướng của Andorra.